# Pièce commémorative de 1 dollar américain Thomas Alva Edison
La pièce commémorative de 1 dollar américain Thomas Alva Edison est une pièce commémorative non circulante émise par la Monnaie des États-Unis en 2004 et frappée par la Monnaie de Philadelphie.
Elle est autorisée par la loi 105-331 du 31 octobre 1998, qui prévoit l'émission d'une pièce en l'honneur de Thomas Alva Edison, pour commémorer le 125e anniversaire de l'invention de l'ampoule à incandescence en 1879.

## Contexte
Thomas Edison est un inventeur et homme d'affaires américain. Il développe de nombreux dispositifs dans des domaines tels que la génération d'énergie électrique, la communication de masse, l'enregistrement sonore et le cinéma. Ces inventions, qui comprennent le phonographe, la caméra cinématographique et les premières versions de l'ampoule électrique, ont un impact considérable sur le monde industrialisé moderne. Il est l'un des premiers inventeurs à appliquer les principes de la science organisée et du travail d'équipe au processus d'invention, travaillant avec de nombreux chercheurs et employés. Il établit le premier laboratoire de recherche industrielle.

## Législation
La loi 105-331 enjoint Secrétaire au Trésor de frapper des pièces de monnaie en commémoration de Thomas Alva Edison et du 125e anniversaire de l'invention de l'ampoule électrique. Elle est approuvée par la Chambre le 9 septembre 1988 et par le Sénat le 7 octobre de la même année. Le président Bill Clinton la signe le 31 octobre.

## Dessin

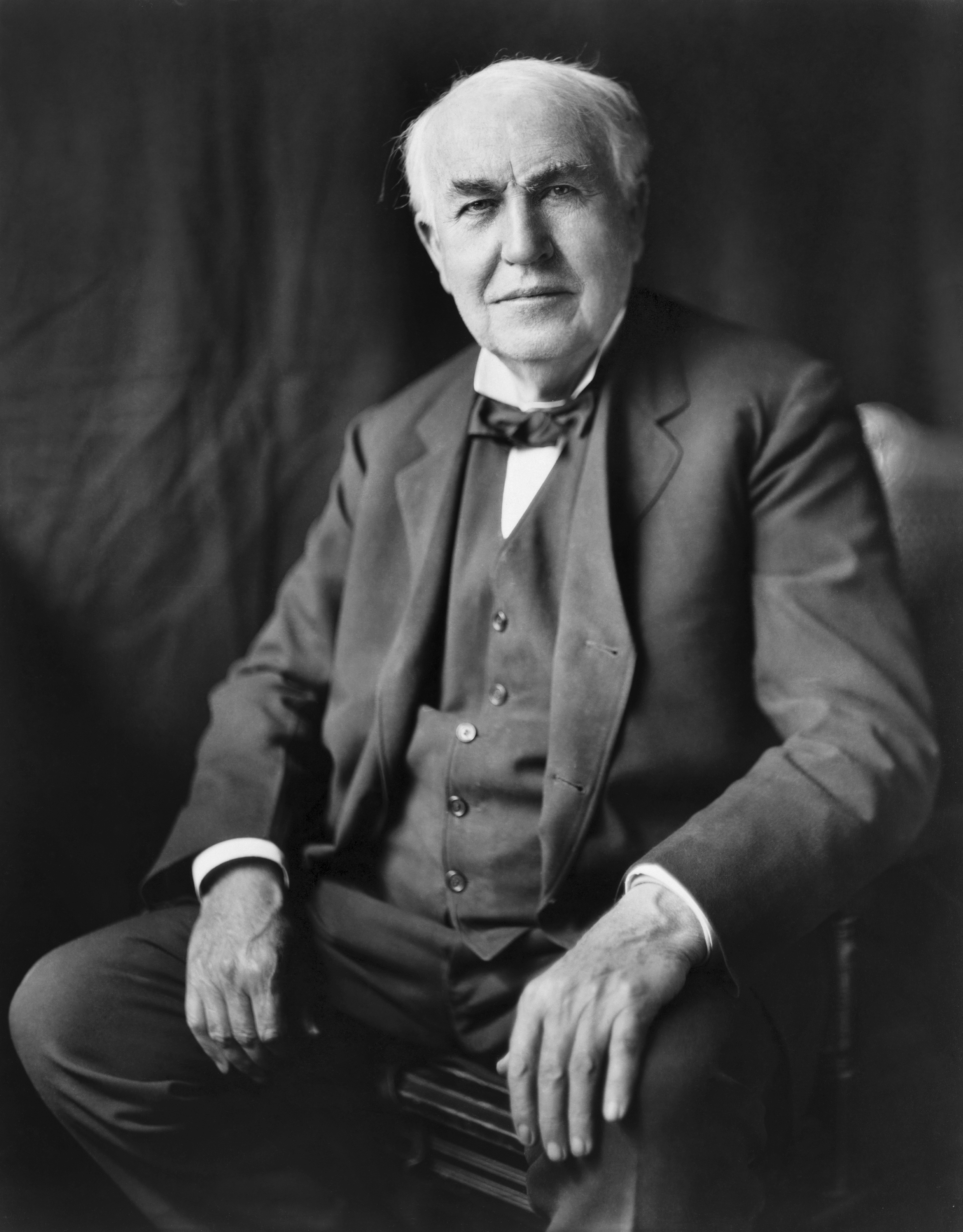
Thomas Alva Edison vers 1922.

Sur l'avers de la pièce, conçu et gravé par Donna Weaver, du programme Artistic Infusion (AIP) on trouve un portrait en buste de Thomas Alva Edison tenant dans sa main droite une ampoule électrique expérimentale. Son nom complet, THOMAS ALVA EDISON, est reproduit dans les légendes, accompagné des devises traditionnelles des pièces américaines, IN GOD WE TRUST et LIBERTY ainsi que l'année d'émission, 2004,.
Le revers, réalisé par le graveur de la Monnaie américaine John Mercanti, est caractérisé par un dessin de la première ampoule électrique d'Edison datant de 1879, entourée de rayons de lumière stylisés émanant de l'ampoule. Le revers comporte également une inscription commémorant l'anniversaire, 125th ANNIVERSARY OF THE LIGHT BULB et la double date 1879-2004, ainsi que la devise E PLURIBUS UNUM et les légendes liées au nom du pays, UNITED STATES OF AMERICA et à la valeur faciale de la pièce ONE DOLLAR,.

## Production et vente
La loi qui autorise l'émission de cette pièce commémorative prévoit un tirage maximal de 500 000 exemplaires. Elle est produite à la Monnaie de Philadelphie tant en version brillant universel qu'en finition belle épreuve et rendue disponible à l'achat par le public du 11 février au 30 décembre 2004,. Son lancement commercial est présenté le 11 février au Musée de l'Institut Edison à Dearborn, dans le Michigan, par la directrice de la Monnaie des États-Unis, Henrietta Holsman Fore.
Sa production s'élève à 92 150 pièces dans sa version brillant universel et à 2 110 551 exemplaires en finition belle épreuve, pour un total de 303 205 unités.
Ce dollar commémoratif est disponible à la vente au prix de 33 dollars dans sa version brillant universel et de 37 dollars dans sa version belle épreuve. Conformément à la loi autorisant la pièce, les bénéfices tirés de sa vente sont répartis entre les entités suivantes, pour le maintien de leurs programmes et installations : le Musée d'Art et d'Histoire (Port Huron, Michigan) ; l'association du lieu de naissance d'Edison (Milan, Ohio) ; le Service des Parcs Nationaux des États-Unis (West Orange, New Jersey) ; le Musée Edison Plaza (Beaumont, Texas) ; la Maison-Musée d'Hiver d'Edison (Fort Myers, Floride) ; l'Institut Edison (Dearborn, Michigan) ; la Tour Mémorial Edison (Edison, New Jersey) ; et le Hall de l'Histoire de l'Électricité (Schenectady, New York),,.

## Distinctions
Le dollar en argent Thomas Alva Edison, célébrant le 125e anniversaire de l'invention de l'ampoule électrique, est reconnu avec le Prix de la Monnaie de l'Année 2006 pour la pièce de la plus grande importance historique émise en 2004.